# 晴れときどきお天気雨
『晴れときどきお天気雨』（はれときどきおてんきあめ）は、2011年11月25日にぱれっとから発売された18禁恋愛アドベンチャーゲームである。

## 概要
ぱれっとの第11作目。略称は「晴れ天」（はれてん）で、公式サイトのディレクトリ名も「hareten」となっている。
2010年8月12日に秋葉原で開催されたイベント「秋葉原電気外祭り3」にて情報が初公開された。その後、同年11月20日にメーカー公式サイトとアダルトゲーム雑誌『TECH GIAN』2011年1月号にて改めて発表された。
『もしも明日が晴れならば』『さくらシュトラッセ』に引き続き、原画をくすくす、シナリオをNYAONが担当した。作品企画は前作『さくらシュトラッセ』の開発終了直後からスタートした。前作がコメディタッチの軽いノリの作品だったため、本作品は『もしも明日が晴れならば』の雰囲気に戻り、感動系の作品を目指してシリアス寄りのシナリオとした。神様がたくさんいるという本作品の世界観は、“八百万の神様がいる日本で、もしも魔法使いや超能力者が昔からたくさん存在していたら、神様として祭り上げられているのでは”というNYAONの想像からできたという。なお、本編の共通ルートにて前作の『さくらシュトラッセ』の舞台である「美園市」の駅前がテレビの天気予報を伝えるシーンで1カット登場している。

## あらすじ
（出典：）
人間と神様が当たり前に共存する世界。春日井祐也が住む御凪（みかなぎ）町に、町の神様として香奈恵がやってきた。しかし彼女はほとんど何もできない新人神様で、みんなの役に立ちたいと奮闘しては失敗ばかり。香奈恵のダメっぷりがすっかり周囲に広まってしまうも、祐也が彼女の魔法を高める特殊能力を持つことが判明。そのため何かと香奈恵を手伝う羽目になった祐也は、ドタバタの毎日を過ごしていく。

## 登場人物
（出典：）

### 主人公
春日井 祐也（かすがい ゆうや）
本作品の主人公。御凪学園3年。約7年前に一家で御凪町に引っ越してきたが、現在は両親が海外出張中で、妹のなずなと2人暮し。シスコンでなずなを大切にしており、車椅子の彼女を世話しつつ家事を一通りこなしている（よく通ってくる水希にも助けられている）。困っている人を放っておけないお人好しだが、無愛想で感情表現が苦手。そのため周囲から怖がられることが多いが、付き合いが長い水希・なずな・虎太郎はちょっとした表情の変化から感情を読み取ることができる。学園では生徒会副会長を務め、日曜でもよく学園へ行って熱心に仕事をしている。
御凪町へやってきた神様の香奈恵と出会い、生きながらの「生け贄」として香奈恵へ自分の霊力を伝達する特殊能力があることが判明する（霊力を移すには手を握るなど体の一部を触れ合わせる必要がある）。珠美の依頼や周囲の事情から、嫌々ながらもその力を使って香奈恵をいろいろ手助けすることになる。

### ヒロイン
稲乃神 香奈恵（いなのかみ かなえ）
声：桜川未央
学園3年。資格を取ったばかりの新米神様で力は弱く、花びらを降らせたり空を飛ぶことぐらいしかできない。人々の役に立とうと一生懸命だが、かなりのドジでもあるため失敗続き。気弱で腰が低く泣いてばかりだが、いつまでも落ち込まずに切り替えが早いポジティブ思考でもある。
物語冒頭で御凪町へ鎮守役としてやってきて御凪神社の珠美の元へ住み込み、学園へ転入して祐也のクラスメイトとなる。「生け贄」の祐也の手助けでようやくまともな術が使える有り様で、周囲から神様として全く敬ってもらえず、珠美に厳しく鍛えられている。学園の勉強も大の苦手で、難しい漢字の読み書きができない。運動も得意ではなく、朝が苦手。祐也と虎太郎の計らいで生徒会書記に就任する。
山上 絢音（やまがみ あやね）
声：白雪碧
学園1年。なずなと同級。クールで素っ気なく、あまり友達を作りたがらないが、なずなにはいろいろ親切にしている。学園教師の鈴音の妹だが、恥ずかしがって周囲にはあまり教えていない。実は町外れの山にある神社を守護する「山神」で、香奈恵とは逆に能力は抜群に高いが、自分が神様であることを学園では内緒にしている。
佐倉 水希（さくら みずき）
声：星咲イリア
学園3年。祐也とは小さい頃からの幼なじみで現在もクラスメイト。しっかり者で面倒見が良く、よく春日井家へ通って御飯を作ったりしている。祐也とはよくケンカしているが周囲からは“夫婦”と見られることが多く、本人は赤面しながら否定している。生徒会では会計職だが、実質的に彼女が仕切り役となることも多い。家は商店街の和菓子屋「さくら」で、本人も和菓子や和食が好きだが、逆に洋菓子や洋食は大嫌いで「日本人なら米を食わんかい！」とよく怒っている。
春日井 なずな（かすがい なずな）
声：森谷実園
学園1年。祐也の妹。明るく無邪気で祐也が大好き。7年前の交通事故により車椅子で生活する身で（手すりにつかまれば数メートルは歩ける）、何年もリハビリを続けているがなかなか回復していない。しかし本人は積極的かつ前向きで、周囲から過度に気遣われることを嫌う。絢音とはクラスメイトで、物語の開始後から徐々に親しくなる。入学当初から生徒会に庶務として参加している。

### サブキャラクター
ごん
声：潮海あくあ
香奈恵に仕える眷属の妖狐。性別は男だが、可愛い見た目とおとなしい性格でよく女と間違えられ、その度に涙目になって否定している。油揚げが好きで耳の先が白い。物知りで神霊学などに詳しく、主人の仕事を補佐している。
りん
声：五行なずな
ごんと同じく香奈恵に仕える妖狐。性別は女で、ごんとは逆に元気で騒がしい性格。油揚げは嫌いで耳の先が黒い。ごんとは幼なじみの関係だが、ごんが女性にデレデレするのが気に食わないらしくヤキモチを妬いてしまう。
梶原 陽菜子（かじわら ひなこ）
声：優記
学園3年。水希の親友。祐也達のクラス委員で美術部の部長。おっとりした性格。周りの女子より背が高い事がコンプレックス。生徒会長の虎太郎に片想い中で、役員ではないがよく生徒会の仕事を手伝っている（しかし自分の気持ちはなかなか伝えられずにいる）。
水流添 虎太郎（つるぞえ こたろう）
声：村野住人
学園3年の生徒会長。面白いイベントを考えるのが好きで、思いついたら即行動の実行力から生徒達には人気だが、教師からは問題児扱いされている。陽菜子から寄せられる好意にはまるで気づいていない。
山上 鈴音（やまがみ すずね）
声：南綾香
学園の社会科教師。祐也のクラスの担任で、生徒会顧問も務める。大学を卒業してから一年ちょっとの新米教師で、生徒からは「鈴ちゃん先生」と呼ばれて親しまれている。絢音の姉だが、妹と違って特別な能力は持っていない。
佐倉 誠一（さくら せいいち）
声：天之夢裸村
水希の父親で和菓子店「さくら」の主。商店会の幹事を務め、両親が海外出張中の春日井兄妹の保護者代わりでもある。妻とは別居中で水希と2人暮らし。天然でどこか抜けている。水希を溺愛しており、「娘Love」と書かれたエプロンを身に着けている。水希と違い、洋食を嫌ってはいない。
湊川 珠美（みなとがわ たまみ）
声：AYA
春日井家のそばにある御凪神社の巫女。常に関西弁で会話する。いつも巫女服に帯刀という出で立ちで出歩いているため、近所から奇異の目で見られている。神霊管理局に勤める公務員で、保護者兼上司として香奈恵を神社で預かり、神霊学の講義や体力作りなどで厳しく鍛えている。「生け贄」の特殊能力を持つ祐也に目を付け、香奈恵の手助けから日常の雑用まで、いろいろ頼むことが多い。
※『もしも明日が晴れならば』のヒロインの一人。

## 世界観・用語
（出典：）
神様
この作品は、昔から「神様」が人間と共に生活している設定となっている。神様は人外の存在ではなく、「奇跡」と呼ばれる魔法能力を持つ人間で、周囲から信仰を集めるが永遠の命などは持っていない。全国で1万人近く存在する。魔法を使う資格を取得した上で、地域の鎮守として国から派遣され、悪霊や妖怪を退治したり人々の願いを叶えることを仕事とする。
御凪町（みかなぎまち）
作品の舞台。関東近郊の某県にある、山と海に囲まれた静かな田舎町。モデルは鎌倉市。最寄り駅のモデルは北鎌倉駅。御成通りなども登場している。
御凪学園
祐也が通う学園。学力は名門でも底辺校でもなく普通レベル。虎太郎・祐也・水希の生徒会役員による交渉（※実は学園長の弱みを握っての脅迫）の結果、校舎はエレベーターなどのバリアフリー措置がされており、車椅子のなずなが自由に移動できる。

## スタッフ
- 原画：くすくす
- シナリオ：NYAON
- SD原画：柚木ガオ
- 音楽：BURTON
- ムービー：神月社(Mju:z)

## 主題歌
オープニングテーマ「花束」
稲乃神香奈恵キャラクターソング「さくら色のしおり」
山上絢音キャラクターソング「Navigotoria」
佐倉水希キャラクターソング「スミレ・スマイル -smile smile-」
春日井なずなキャラクターソング「ブーゲンビリア」
エンディングテーマ「ひまわり」
- 全曲とも作詞・作曲・編曲を樋口秀樹、歌唱・コーラスワークをWHITE-LIPSが担当。
- 予約キャンペーン特典『晴れ天サントラCD』に「花束」「ひまわり」のフルバージョンとBGM15曲、計17曲を収録。

## 関連商品・コンテンツ

### CD
ほめられてのびるらじおCD「晴れときどきお天気雨」特別編
オフィシャル通販特典。インターネットラジオ番組「ほめられてのびるらじおPP」の特別編。ゲストは森谷実園。
香奈恵様のお願い叶え隊！
コミックマーケット81（2011年12月）にて発売されたドラマCD。

### 書籍
晴れときどきお天気雨（コミカライズ版）
漫画：SAA / 原作：ぱれっと / シナリオ：NYAON / キャラクター原案：くすくす
『コンプティーク』2011年10月号〜2012年3月号に連載。単行本はカドカワコミックス・エース（全1巻）。
1. 2012年5月8日発売。[6]ISBN 978-4-04-120254-8